# Rakaia isolata
Espèce
Rakaia isolata est une espèce d'opilions cyphophthalmes de la famille des Pettalidae.

## Distribution
Cette espèce est endémique de la région de Canterbury en Nouvelle-Zélande. Elle se rencontre vers le lac Janet.

## Description
Le mâle holotype mesure 2,18 mm.

## Publication originale
- Forster, 1952 : « Supplement to the Sub-order Cyphophthalmi. » Dominion Museum Records in Entomology, vol. 1, no 9, p. 179–211.